# 아르케오글로부스 프로푼두스
아르케오글로부스 프로푼두스는 아르케오글로부스속에 속하는 한 종이다.